# Pseudosójeczka
Pseudosójeczka, sójeczka mała (Pseudopodoces humilis) – gatunek małego ptaka z rodziny sikor (Paridae), który jeszcze do niedawna był umieszczany w rodzinie krukowatych (Corvidae). Występuje w Chinach od prowincji Syczuan na zachód poprzez Tybet aż po Nepal i północne Indie. Jest jedyną sikorą, która całkowicie żyje w stepie, unikając terenów zalesionych. Nie jest zagrożona.

## Systematyka
Przez długi czas gatunek ten był zaliczany do krukowatych. W wyniku szerokich badań morfologiczno-genetycznych w latach 2001–2006 stwierdzono, że ptak ten jest bliżej spokrewniony z rodziną sikor (Paridae), gdzie jest jedynym gatunkiem w rodzaju Pseudopodoces. Niektóre badania genetyczne sugerują, że najbliższym krewnym pseudosójeczki jest bogatka zwyczajna (Parus major) i na tej podstawie zaproponowano umieszczenie tego taksonu w rodzaju Parus. Nie wyróżnia się podgatunków.

## Charakterystyka
Wygląd zewnętrznyWielkości wróbla zwyczajnego. Ubarwienie: policzki, pierś i podbrzusze jasnokremowe; głowa żółtobrązowa z jasnokremowym poziomym paskiem z tyłu na szyi; wierzch ciała, skrzydła i średnio krótki ogon też żółtobrązowe. Gatunek ten charakteryzuje się dość długimi nogami świadczącymi o naziemnym trybie życia, i bardzo długim (jak na sikory) zakrzywionym do dołu dziobem koloru ciemnoszarego.
Rozmiarydługość ciała ok. 17–18 cm (sam dziób około 3 cm)
Masa ciała42,5–48,5 g
ZachowanieJest ptakiem słabo latającym i jeśli jest zmuszony do lotu, nie przelatuje więcej niż około 150 metrów, a gdy spłoszony – ucieka małymi podskokami, próbując się schronić do jakiejś najbliższej małej szczeliny lub jamy. Ptaki te żyją w parach i wspólnie zajmują się wykopywaniem gniazd, wysiadywaniem jaj, jak i karmieniem potomstwa.

## Środowisko
Wyżynne stepy powyżej linii drzew (od 3300 do 5480 metrów n.p.m.).

## Pożywienie
Pseudosójeczka żywi się wyłącznie owadami i ich larwami. Używając swojego długiego mocnego dzioba odgrzebuje owady i ich larwy z ziemi lub spośród kamieni. Bardzo często widziana jest, jak rozgrzebuje odchody jaków w poszukiwaniu owadów.

## Lęgi
Sezon lęgowy trwa od kwietnia do lipca. U tego gatunku często występuje gniazdowanie kooperatywne – w badaniu przeprowadzonym w prowincji Gansu w 26% przypadków rodzicom w lęgu pomagały dodatkowe osobniki (z czego 87% to były samce, a 13% samce).
GniazdoJest umieszczone w komorze na końcu poziomego tunelu wygrzebanego w pionowej ścianie. Tunel ten może mieć prawie 2 metry. Gniazdo jest wyściełane miękką wełną (na ogół z jaka lub cziru) na fundamencie zbudowanym z trawy.
Jaja i wysiadywanieSkłada od 4 do 9 całkowicie białych jaj. Wysiadywanie trwa 14–16 dni.

## Status
W Czerwonej księdze gatunków zagrożonych IUCN pseudosójeczka klasyfikowana jest jako gatunek najmniejszej troski (LC, Least Concern). Liczebność światowej populacji nie została oszacowana, ale ptak ten opisywany jest jako całkiem pospolity. Ze względu na brak dowodów na spadki liczebności bądź istotne zagrożenia dla gatunku, BirdLife International ocenia trend liczebności populacji jako stabilny.